# Robinson Crusoe on Mars
Robinson Crusoe on Mars este un film SF american din 1964 regizat de Byron Haskin. În rolurile principale joacă actorii Paul Mantee, Vic Lundin, Adam West.

## Prezentare
Comandantul Kit Draper și colonelul Dan McReady se află pe orbita planetei Marte într-un vehicul de explorare. O defecțiune forțează evacuarea întregului echipaj. Doar Kit Draper și cu o maimuță pe nume Mona supraviețuiesc. Dacă vrea să mai ajungă vreodată acasă, Draper trebuie să învețe să supraviețuiască în acest ostil mediu marțian luptând cu setea, foamea și chiar cu extratereștri agresivi.
Curând, el se întâlnește cu Friday, un sclav extraterestru care a evadat din mâinile celor care l-au răpit.

## Actori
- Paul Mantee este Comandant Christopher Draper
- Victor Lundin este Friday
- Adam West este Colonel Dan McReady. West a devenit mai târziu faimos datorită rolului său din serialul Batman.
- Barney, the Woolly Monkey este Mona maimuța

## Vezi și
- Marțianul (film din 2015)